# Ricardo Galindo
José Ricardo Galindo Gutiérrez (ur. 13 stycznia 1998 w mieście Meksyk) – meksykański piłkarz występujący na pozycji środkowego lub prawego obrońcy, od 2018 roku zawodnik Pumas UNAM.